# Índice de percepção em segurança do paciente
O Índice de percepção em segurança do paciente (IPSP) é um índice que afere a percepção que os pacientes, seus respectivos familiares, cuidadores e demais usuários do sistema de saúde expressam em relação à execução das seis metas internacionais de segurança do paciente, criada pela Organização Mundial de Saúde, para a prestação de serviço de saúde.

## Desenvolvimento
O índice foi desenvolvido pelo Dr. Salvador Gullo Neto, médico e CEO da SAFETY4ME, com o intuito de quantificar em dados gerenciáveis a percepção do usuário de sistemas de saúde nos países ao redor do Globo sobre a maneira como os profissionais da saúde executam os protocolos de segurança. O racional desta ferramenta é de que os prestadores de serviços de saúde com melhor avaliação pelos pacientes, provavelmente entregam um serviço de maior qualidade, com um número inferior de potenciais eventos adversos.

## Utilização
Cada uma das metas de segurança é avaliada pelo usuário do sistema de saúde utilizando uma régua de resposta inspirada no Net Promoter Score; e as perguntas são ajustadas de acordo com o contexto da meta de segurança em questão.
O cálculo do IPSP se dá através do somatório das medidas de Net Promoter Score ajustado (NPS-S) de cada meta de segurança do paciente, aplicando a mesma metodologia proposta originalmente para o cálculo do NPS.
Sua utilização estimula o empoderamento dos pacientes no seu autocuidado e impulsiona nas instituições de saúde o desenvolvimento de políticas de segurança do paciente mais robustas e estruturadas.